# Wysoka
Wysoka é um município da Polônia, na voivodia da Grande Polônia e no condado de Piła. Estende-se por uma área de 4,82 km², com 2 703 habitantes, segundo os censos de 2016, com uma densidade de 560,8 hab/km².